# Liste der Sieger bei PDC-Turnieren 2012
Die Liste der Sieger bei PDC-Turnieren 2012 listet zuerst alle Sieger bei den Major-Turnieren der Professional Darts Corporation auf. Im Weiteren werden die weiteren Turniersieger aufgelistet und Statistiken aufgezeigt.
←2011 2013→

## Turniersieger

### Major-Turniere
| Turnier                     | Sieger                     | Finalist                        | Ergebnis | Format  |
| --------------------------- | -------------------------- | ------------------------------- | -------- | ------- |
| Weltmeisterschaft           | Adrian Lewis               | Andy Hamilton                   | 7:3      | Sätze   |
| World Cup                   | Phil Taylor & Adrian Lewis | Simon Whitlock & Paul Nicholson | 3:3*     | Matches |
| Premier League              | Phil Taylor                | Simon Whitlock                  | 10:7     | Legs    |
| UK Open                     | Robert Thornton            | Phil Taylor                     | 11:5     | Legs    |
| World Matchplay             | Phil Taylor                | James Wade                      | 18:15    | Legs    |
| European Championship       | Simon Whitlock             | Wes Newton                      | 11:5     | Legs    |
| World Grand Prix            | Michael van Gerwen         | Mervyn King                     | 6:4      | Sätze   |
| Championship League         | Phil Taylor                | Simon Whitlock                  | 6:4      | Legs    |
| Grand Slam                  | Raymond van Barneveld      | Michael van Gerwen              | 16:14    | Legs    |
| Players Championship Finals | Phil Taylor                | Kim Huybrechts                  | 13:6     | Legs    |

*Das Spiel wurde im Sudden death entschieden.

### European Tour
Diese Turnierserie wurde erstmals ausgetragen. Alle Ergebnisse wurden im Legmodus ausgespielt.
| Turnier             | Sieger             | Finalist       | Ergebnis |
| ------------------- | ------------------ | -------------- | -------- |
| Austrian Open       | Justin Pipe        | James Wade     | 6:3      |
| German Championship | Phil Taylor        | Dave Chisnall  | 6:2      |
| European Open       | Michael van Gerwen | Dave Chisnall  | 6:4      |
| German Masters      | Adrian Lewis       | Ian White      | 6:3      |
| Dutch Masters       | Simon Whitlock     | Paul Nicholson | 6:1      |

Zudem wurden zwei Turniere unter dem Namen „Spanish Trophy“ ausgetragen. Diese wurden zwar vor Publikum gespielt, zählten aber als Players Championship-Turniere. Deren Ergebnisse können unter Players Championship 1 und 2 eingesehen werden.

### Players Championships
Alle Ergebnisse wurden im Legmodus ausgespielt.
| Turnier                 | Sieger             | Finalist         | Ergebnis |
| ----------------------- | ------------------ | ---------------- | -------- |
| Players Championship 1  | Justin Pipe        | Paul Nicholson   | 6:0      |
| Players Championship 2  | Michael Smith      | Justin Pipe      | 6:3      |
| Players Championship 3  | Phil Taylor        | Wes Newton       | 6:1      |
| Players Championship 4  | Dave Chisnall      | Phil Taylor      | 6:5      |
| Players Championship 5  | Dave Chisnall      | Ian White        | 6:2      |
| Players Championship 6  | Dave Chisnall      | Justin Pipe      | 6:4      |
| Players Championship 7  | Ronnie Baxter      | Adrian Lewis     | 6:3      |
| Players Championship 8  | Michael van Gerwen | Simon Whitlock   | 6:1      |
| Players Championship 9  | Dave Chisnall      | Ronnie Baxter    | 6:4      |
| Players Championship 10 | Colin Lloyd        | Andy Hamilton    | 6:5      |
| Players Championship 11 | Michael van Gerwen | Ian White        | 6:1      |
| Players Championship 12 | Simon Whitlock     | Andy Hamilton    | 6:4      |
| Players Championship 13 | Michael van Gerwen | Robert Thornton  | 6:5      |
| Players Championship 14 | Robert Thornton    | Gary Anderson    | 6:5      |
| Players Championship 15 | Peter Wright       | Robert Thornton  | 6:1      |
| Players Championship 16 | Michael van Gerwen | Nick Fullwell    | 6:3      |
| Players Championship 17 | Simon Whitlock     | Dennis Priestley | 6:2      |
| Players Championship 18 | Michael van Gerwen | Ian White        | 6:5      |
| Players Championship 19 | Dave Chisnall      | Phil Taylor      | 6:3      |
| Players Championship 20 | Michael van Gerwen | Phil Taylor      | 6:5      |

### UK Open Qualifiers
Bei den UK Open Qualifiern wurde ausgespielt, wer sich für die UK Open qualifiziert.
Alle Ergebnisse wurden im Legmodus ausgespielt.
| Turnier             | Sieger                | Finalist       | Ergebnis |
| ------------------- | --------------------- | -------------- | -------- |
| UK Open Qualifier 1 | Wes Newton            | Kim Huybrechts | 6:3      |
| UK Open Qualifier 2 | Michael van Gerwen    | Dave Chisnall  | 6:1      |
| UK Open Qualifier 3 | Phil Taylor           | Brendan Dolan  | 6:2      |
| UK Open Qualifier 4 | Phil Taylor           | Dennis Smith   | 6:3      |
| UK Open Qualifier 5 | Raymond van Barneveld | Andy Smith     | 6:3      |
| UK Open Qualifier 6 | Raymond van Barneveld | Ian White      | 6:2      |
| UK Open Qualifier 7 | Terry Jenkins         | Andy Hamilton  | 6:3      |
| UK Open Qualifier 8 | Wes Newton            | Justin Pipe    | 6:2      |

### Youth Tour
Auf der Youth Tour durften Spieler zwischen 16 und 23 Jahren teilnehmen.
Alle Ergebnisse wurden im Legmodus ausgespielt.
| Turnier       | Sieger           | Finalist           | Ergebnis |
| ------------- | ---------------- | ------------------ | -------- |
| Youth Tour 1  | Arron Monk       | James Hubbard      | 4:0      |
| Youth Tour 2  | Michael Smith    | Daniel King-Morris | 4:2      |
| Youth Tour 3  | Arron Monk       | Michael Smith      | 4:0      |
| Youth Tour 4  | James Hubbard    | Ben Songhurst      | 4:1      |
| Youth Tour 5  | Michael Smith    | Jamie Landon       | 4:1      |
| Youth Tour 6  | Arron Monk       | Liam Showell       | 4:2      |
| Youth Tour 7  | Adam Smith-Neale | Josh Payne         | 4:2      |
| Youth Tour 8  | Chris Aubrey     | Jamie Lewis        | 4:3      |
| Youth Tour 9  | Jamie Lewis      | Arron Monk         | 4:3      |
| Youth Tour 10 | Sam Hamilton     | Reece Robinson     | 4:3      |
| Youth Tour 11 | Arron Monk       | Sam Head           | 4:2      |
| Youth Tour 12 | James Hubbard    | Sam Hill           | 4:0      |
| Youth Tour 13 | Jamie Lewis      | Michael Smith      | 4:0      |
| Youth Tour 14 | Jamie Landon     | John de Kruijf     | 4:3      |
| Youth Tour 15 | Michael Smith    | Lee Whitworth      | 4:0      |
| Youth Tour 16 | Michael Smith    | Ricky Evans        | 4:1      |
| Youth Tour 17 | Keegan Brown     | George Killington  | 4:1      |
| Youth Tour 18 | Michael Smith    | Josh Payne         | 4:2      |
| Youth Tour 19 | Arron Monk       | Chris Aubrey       | 4:1      |
| Youth Tour 20 | Arron Monk       | Matthew Dennant    | 4:0      |

### Qualifikationen zur Weltmeisterschaft
Um die Internationalität des Wettbewerbs und Spieler aus Ländern mit weniger Dartskultur und Frauen zu fördern, werden diverse Qualifikationsturniere für die World Darts Championship ausgetragen.
Alle Ergebnisse wurden im Legmodus ausgespielt.
| Turnier                            | Sieger             | Zweitplatzierter |
| ---------------------------------- | ------------------ | ---------------- |
| Nordamerikanische Tour             | Darin Young        |                  |
| Australische Tour                  | Shane Tichowitsch  |                  |
| Japanischer Qualifier              | Haruki Muramatsu   |                  |
| Nordische- & Baltische Tour        | Per Laursen        | Jan Haavisto     |
| Großraum China-Qualifier           | Leung Chen-nam     |                  |
| E-Dart Qualifier                   | Paul Lim           |                  |
| Philippinischer Qualifier          | Lourence Ilagan    |                  |
| Südasiatischer Qualifier           | Mohd Latif Sapup   |                  |
| New Zealand Championship           | Dave Harrington    |                  |
| Ozeanische Meisterschaft           | Kyle Anderson      |                  |
| PDC South African Masters          | Charl Pietersen    |                  |
| Deutscher Qualifier                | Andree Welge       |                  |
| Tom Kirby Memorial Irish Matchplay | Daryl Gurney       |                  |
| Osteuropäischer Qualifier          | Robert Marijanović |                  |
| Zentraleuropäischer Qualifier      | Max Hopp           |                  |
| Westeuropäischer Qualifier         | Carlos Rodríguez   |                  |
| PDPA Qualifier                     | Stuart Kellett     | John Bowles      |

## Statistiken

### Sieger und Finalisten nach Nationalität
Die Qualifikationsturniere zur Weltmeisterschaft sind hier nicht eingerechnet. Die Anzahl der Finale stehen in Klammern.
| Turnierart           | AUS   | BEL   | ENG     | NED   | NIR   | SCO   | WAL   |
| -------------------- | ----- | ----- | ------- | ----- | ----- | ----- | ----- |
| Majorturnier         | 1 (4) | 0 (1) | 6 (11)  | 2 (3) | 0     | 1 (1) | 0     |
| European Tour        | 1 (2) | 0     | 3 (7)   | 1 (1) | 0     | 0     | 0     |
| Players Championship | 2 (4) | 0     | 9 (24)  | 6 (6) | 0     | 2 (5) | 0     |
| UK Open Qualifiers   | 0     | 0 (1) | 5 (11)  | 3 (3) | 0 (1) | 0     | 0     |
| Youth Tour           | 0     | 0     | 18 (36) | 0 (1) | 0     | 0     | 2 (3) |

### Errungenschaften

#### Persönliche Errungenschaften
- Erstes Weltmeisterschaftsfinale: Andy Hamilton
- Erster PDC-Majortitel: Robert Thornton, Michael van Gerwen
- Erstes PDC-Majorfinale: Michael van Gerwen, Kim Huybrechts

- Erster Players Championship/UK Open Qualifier-Titel: Peter Wright

- Erstes Players Championship/UK Open Qualifier-Finale: Nick Fullwell, Kim Huybrechts

#### Nationale Errungenschaften
- Erster PDC-Major-Finalist:  Belgien
- Erster PDC Pro Tour-Finalist:  Belgien

Die European Tour ist hier nicht aufgeführt, da die Erfolge aufgrund der Erstaustragung automatisch zum ersten Mal erreicht wurden.

### Majorturniere
| Spieler               | Siege | Finalniederlagen |
| --------------------- | ----- | ---------------- |
| Phil Taylor           | 5     | 1                |
| Adrian Lewis          | 2     | 0                |
| Simon Whitlock        | 1     | 3                |
| Michael van Gerwen    | 1     | 1                |
| Raymond van Barneveld | 1     | 0                |
| Andy Hamilton         | 1     | 0                |
| Robert Thornton       | 1     | 0                |
| Kim Huybrechts        | 0     | 1                |
| Mervyn King           | 0     | 1                |
| Wes Newton            | 0     | 1                |
| Paul Nicholson        | 0     | 1                |
| James Wade            | 0     | 1                |

### European Tour
| Spieler            | Siege | Finalniederlagen |
| ------------------ | ----- | ---------------- |
| Michael van Gerwen | 1     | 0                |
| Adrian Lewis       | 1     | 0                |
| Justin Pipe        | 1     | 0                |
| Phil Taylor        | 1     | 0                |
| Simon Whitlock     | 1     | 0                |
| Dave Chisnall      | 0     | 2                |
| Paul Nicholson     | 0     | 1                |
| James Wade         | 0     | 1                |
| Ian White          | 0     | 1                |

### Players Championship
| Spieler            | Siege | Finalniederlagen |
| ------------------ | ----- | ---------------- |
| Michael van Gerwen | 6     | 0                |
| Dave Chisnall      | 5     | 0                |
| Simon Whitlock     | 2     | 1                |
| Phil Taylor        | 1     | 3                |
| Justin Pipe        | 1     | 2                |
| Robert Thornton    | 1     | 2                |
| Ronnie Baxter      | 1     | 1                |
| Colin Lloyd        | 1     | 0                |
| Michael Smith      | 1     | 0                |
| Peter Wright       | 1     | 0                |
| Ian White          | 0     | 3                |
| Gary Anderson      | 0     | 1                |
| Nick Fullwell      | 0     | 1                |
| Andy Hamilton      | 0     | 1                |
| Adrian Lewis       | 0     | 1                |
| Wes Newton         | 0     | 1                |
| Paul Nicholson     | 0     | 1                |
| Dennis Priestley   | 0     | 1                |

### UK Open Qualifiers
| Spieler               | Siege | Finalniederlagen |
| --------------------- | ----- | ---------------- |
| Raymond van Barneveld | 2     | 0                |
| Wes Newton            | 2     | 0                |
| Phil Taylor           | 2     | 0                |
| Michael van Gerwen    | 1     | 0                |
| Terry Jenkins         | 1     | 0                |
| Dave Chisnall         | 0     | 1                |
| Brendan Dolan         | 0     | 1                |
| Andy Hamilton         | 0     | 1                |
| Kim Huybrechts        | 0     | 1                |
| Justin Pipe           | 0     | 1                |
| Andy Smith            | 0     | 1                |
| Dennis Smith          | 0     | 1                |
| Ian White             | 0     | 1                |

### Youth Tour
| Spieler            | Siege | Finalniederlagen |
| ------------------ | ----- | ---------------- |
| Arron Monk         | 6     | 1                |
| Michael Smith      | 5     | 2                |
| James Hubbard      | 2     | 1                |
| Jamie Lewis        | 2     | 1                |
| Chris Aubrey       | 1     | 1                |
| Jamie Landon       | 1     | 1                |
| Keegan Brown       | 1     | 0                |
| Sam Hamilton       | 1     | 0                |
| Adam Smith-Neale   | 1     | 0                |
| Josh Payne         | 0     | 2                |
| Matthew Dennant    | 0     | 1                |
| Ricky Evans        | 0     | 1                |
| Sam Head           | 0     | 1                |
| Sam Hill           | 0     | 1                |
| George Killington  | 0     | 1                |
| Daniel King-Morris | 0     | 1                |
| John de Kruijf     | 0     | 1                |
| Reece Robinson     | 0     | 1                |
| Liam Showell       | 0     | 1                |
| Ben Songhurst      | 0     | 1                |
| Lee Whitworth      | 0     | 1                |